# Yli-Meskusjärvi
Yli-Meskusjärvi eller Meskusjärvi är en sjö i Finland. Den ligger i kommunen Kuusamo i landskapet Norra Österbotten, i den nordöstra delen av landet, 700 km norr om huvudstaden Helsingfors. Yli-Meskusjärvi ligger 295,1 meter över havet. Den är 8,19 meter djup. Arean är 87,7 hektar och strandlinjen är 6,62 kilometer lång. Sjön  ingår i Kems huvudavrinningsområde. 